# واسیل ارخیپنکو
واسیل ارخیپنکو (اوکراینی: Василь Альбертович Архипенко؛ زادهٔ ۲۸ ژانویهٔ ۱۹۵۷) ورزشکار دو و میدانی اهل اتحاد جماهیر شوروی سوسیالیستی است.